# Pterostichus adulterinus
Pterostichus adulterinus is een keversoort uit de familie van de loopkevers (Carabidae). De wetenschappelijke naam van de soort is voor het eerst geldig gepubliceerd in 2006 door Wrase & J.Schmidt.